# (9743) Tohru
(9743) Tohru est un astéroïde de la ceinture principale.

## Description
(9743) Tohru est un astéroïde de la ceinture principale. Il fut découvert le 8 avril 1988 à l'observatoire Palomar par Eleanor Francis Helin. Il présente une orbite caractérisée par un demi-grand axe de 2,43 UA, une excentricité de 0,10 et une inclinaison de 5,2° par rapport à l'écliptique.

## Compléments